# Pierre, Feuille, Ciseaux (série télévisée d’animation)
 (avril 2024).
Pierre, Feuille, Ciseaux (Rock, Paper, Scissors) est une série télévisée d'animation américaine créée par Josh Lehrman et Kyle Stegina, et diffusée depuis le 11 février 2024 sur Nickelodeon.
En France, la série est diffusée depuis le 19 février 2024 sur Nickelodeon France.

## Synopsis
Pierre, Feuille et Ciseaux sont trois amis inséparables et pourtant querelleurs. Ensemble, ils partagent joyeusement leur quotidien mais aussi leurs petits tracas qui prennent vite des proportions énormes. Entre une séance de cache-cache à travers le monde, un affrontement contre les Rats Musclés ou encore un plan pour défendre la planète contre une invasion extraterrestre, les 3 amis affrontent toutes les situations, même les plus absurdes, toujours dans la bonne humeur et surtout avec humour !

## Distribution

### Voix originales
- Ron Funches : Pierre
- Thomas Lennon : Feuille
- Carlos Alazraqui : Ciseaux

## Production
Lancée à l'origine en 2019 aux États-Unis en tant que court métrage, Rock Paper Scissors a été approuvée pour une série dans le cadre du Intergalactic Shorts Program de Nickelodeon.

## Épisodes

### Saison 1 (2024-Présent)
| No  | Titre français                      | Titre original                | Première diffusion | Code prod. |
| --- | ----------------------------------- | ----------------------------- | ------------------ | ---------- |
| 1a  | La police d'anniversaire            | Birthday Police               | 28 février 2024    | 101A       |
| 1b  | Le gros mensonge de Feuille         | Paper's Big Lie               | 14 février 2024    | 101B       |
| 2a  | Les bâtons sauteurs                 | Pogo sticks                   | 14 février 2024    | 102A       |
| 2b  | La station de lavage                | Carwash                       | 14 février 2024    | 102B       |
| 3a  | Un week-end intéressant             | Weekend Story                 | 14 février 2024    | 103A       |
| 3b  | Chewing-Gum                         | Chewing-Gum                   | 15 février 2024    | 103B       |
| 4a  | Cache-cache                         | Hide and Seek                 | 26 février 2024    | 104A       |
| 4b  | Le premier épisode de Lou           | The First Lou Episode         | 11 février 2024    | 104B       |
| 5a  | Susan                               | The Susan                     | 4 mars 2024        | 105A       |
| 5b  | Les sourcils                        | Eyebrows                      | 4 mars 2024        | 105B       |
| 6   | Ciseaux trouve un travail           | Scissors Gets a Job           | 11 février 2024    | 106        |
| 7a  | Le pôle Nord                        | The Arctic                    | 13 février 2024    | 107A       |
| 7b  | La guerre des farces                | Prank War                     | 20 février 2024    | 107B       |
| 8a  | Missions citrons verts              | Key Limes                     | 20 février 2024    | 108A       |
| 8b  | Six morceaux de dinde               | Six Pieces of Turkey          | 5 mars 2024        | 108B       |
| 9a  | Les autres Pierre, Feuille, Ciseaux | The Other Rock Paper Scissors | 5 mars 2024        | 109A       |
| 9b  | L'étonnante Catalina                | The Astonishing Catalina      | 5 mars 2024        | 109B       |
| 10a | La visite de crayon                 | Pencil Comes Over             | 21 février 2024    | 110A       |
| 10b | La brise                            | The Wind                      | 5 mars 2024        | 110B       |
| 11a | Le concours des inventeurs          | The Holiday Picture           | 12 mars 2024       | 111A       |
| 11b | Feuille a toujours raison           | Scrubs                        | 15 février 2024    | 111B       |
| 12a | Le Bowling                          | Bowling                       | 12 juin 2024       | 112A       |
| 12b | Le quiz                             | The Character Quiz            | 12 juin 2024       | 112B       |
| 13a | Pomme de terre                      | Potato                        | 13 juin 2024       | 113A       |
| 13b | Jonathan                            | The Fart Joke Debate          | 11 février 2024    | 113B       |
| 14a | Les imposteurs                      | Paper's Secret Weapon         | 27 février 2024    | 114A       |
| 14b | La carte de voeux                   | The Sled Hill                 | 6 mars 2024        | 114B       |
| 15a | Le catapulte de Ciseaux             | Scissors' Catapult            | 19 juin 2024       | 115A       |
| 15b | Crayon et Pomme de Terre            | Pencil and Potato             | 19 juin 2024       | 115B       |
| 16a | Les bonnes résolutions              | Resolutions                   | 20 juin 2024       | 116A       |
| 16b | Le club de lecture                  | Paper's Book Club             | 20 juin 2024       | 116B       |
| 17a | Une affaire de famille              | The Family Business           | 22 juin 2024       | 117A       |
| 17b | La Bombe à paillettes               | Glitter Bomb                  | 22 juin 2024       | 117B       |
| 18a | Journée nationale de la Feuille     | National Paper Day            | 21 juin 2024       | 118A       |
| 18b | Aider à ranger les courses          | Helping with the Groceries    | 21 juin 2024       | 118B       |